# Велика арка Дефанс
48°53′34″ пн. ш. 2°14′09″ сх. д. / 48.8928° пн. ш. 2.2358305555556° сх. д.
Велика арка Дефанс (фр. La Grande Arche de la Défense) або просто Велика Арка (фр. Grande Arche), офіційна назва: Велика арка Братерства (фр. La Grande Arche de la Fraternité) — монументальна будівля у кварталі Дефанс, на заході Паризького передмістя на території комуни Пюто (деп. О-де-Сен).

## Історія
Ще в президентів Жоржа Помпіду та Валері Жискар д'Естена була ідея позначити історичну вісь Парижа сучасним архітектурним шедевром.
Роботи почалися в 1983 році після конкурсу «Обличчя захисту», організованого за ініціативи президента Франсуа Міттерана, з метою продовжити історичну вісь Парижа, яка проходить від Лувра через обеліск на площі Згоди та Тріумфальну арку. Конкурс зібрав 484 проєкти з усього світу. Остаточно був обраний тільки один — новаторський проєкт данського архітектора Йохана Отто фон Спрекельсена.
Арку, побудовану французьким підприємством громадських робіт «Буіг» (Bouygues), було урочисто відкрито в липні 1989, до двохсотріччя Французької революції, а також з нагоди саміту Великої сімки. Оскільки Велика Арка розташована на східно-західній історичній осі Парижа, її видно через Тріумфальну арку і «Малу тріумфальну арку» у парку Тюїльрі.

## Споруда
Йохан Отто фон Спрекельсен задумав будівництво Великої Арки Дефанс, як варіант Тріумфальної арки XX століття. Цього разу Тріумфальна арка була присвячена людству та ідеям гуманізму, а не військовим перемогам. Після смерті архітектора 16 березня 1987 року, його помічник — французький архітектор Поль Андре — закінчив будівництво проєкту. Велика Арка, побудована в сучасному кварталі, де розташована величезна кількість офісів і магазинів. Форма Арки — це куб правильної форми без двох протилежних граней порожній всередині :
- Довжина — 108 метрів;
- Висота — 110 метрів;
- Ширина — 112 метрів;

Бокові стіни Арки повністю вкриті плитками зі скла товщиною 5 см, спеціально розроблених, щоб запобігати оптичній деформації й витримувати потужну силу вітру. Фасад арки вкритий мармуровими плитками. Кожну плитку зроблено з білого каррарського мармуру й сірого граніту. Арка кріпиться на 12 опорах, встановлених за допомогою гідравлічних домкратів фірми «Савояр», щоб дати можливість хисткому ґрунтові витримати масу 300 000 тонн. Кожна горизонтальна сторона куба складається з 4x4 бетонних перетинок 75 метрів завдовжки. Будівлю оточує ланцюг сталевих кабелів. Конструкції з двох колон будувалися паралельно двома окремими бригадами робітників. Дві тисячі кваліфікованих фахівців працювали на будівництві; двоє з них загинули під час будівництва верхньої конструкції. Ліфт зроблений всуціль зі скла й розташований у заглибленні Арки.
В будівництві північної й південної сторони Арки брали участь міністерство транспорту, міністерство благоустрою, туризму, мерія міста Парижа, а також «Міжнародний фонд з прав людини». Зверху на Арці розташований зал для проведення конгресів і виставок, а також майданчик, з якого відкривається вид на весь квартал Дефанс і західну частину Парижа.

## Цікаві факти
- «Велика Арка» розташована не точно на історичній осі Парижа, кут відхилення становить 6,33º. З технічної точки зору, для того щоб встановити фундамент Арки, потрібно було врахувати розташування автостради та залізничних колій, а також проєкт подовження першої лінії паризького метро. З точки зору символіки необхідно було, аби остання точка історичної осі була зафіксована «Великою Аркою Дефанс». Містобудівна історія Парижа пов'язана зі створенням композиційної осі міста, яка починається від головного тронного залу Лувра й проходить на захід паралельно до Сени. Ідея створення історичної осі стала основною концепцією регулярного планування міста, як втілення необмеженої влади французького абсолютизму. Барон Осман проклав на цій осі Єлисейські Поля, вона також стала композиційною віссю кварталу Дефанс.

## Туристична інформація
Метро: la Défense zone 2; залізнична станція — RER, zone 3
Години роботи: щодня з 10:00 до 20:00
RER лінія A: La Défense, вихід (sortie) «La Grande Arche»